# الساندرا سنسینی
الساندرا سنسینی (ایتالیایی: Alessandra Sensini؛ زادهٔ ۲۶ ژانویهٔ ۱۹۷۰) قایقران قایق بادبانی اهل ایتالیا است.
وی در مسابقات کشوری و بین‌المللی در مجموع برندهٔ ۵ مدال طلا، ۴ مدال نقره، ۳ مدال برنز شده‌است.